# Атласный шалашник
Атла́сный шала́шник или беседочница, или фиолетовый шалашник  (лат. Ptilonorhynchus violaceus) — птица отряда воробьинообразных, распространённая в тропических лесах восточной Австралии от южного Квинсленда до Виктории. Существует также изолированными группами во влажных тропиках Северного Квинсленда. Единственный представитель рода Ptilonorhynchus.

## Описание
Длина атласных шалашников достигает почти 36 см, длина крыла 18 см, хвоста 12 см. Клюв птицы сильный и его верхняя половинка довольно сильно округлена, согнута над нижней половинкой в виде небольшого крючка и перед концом снабжена двумя неглубокими выемками. Нижняя челюсть слегка согнута. Ноги высокие, тонкие и короткопалые. Самцы и самки значительно отличаются по цвету оперения. У самцов оно блестящее и атласное, синевато-чёрного цвета. Большие и малые маховые, кроющие перья крыльев и рулевые перья бархатисто-чёрные, на концах синие. Глаза светло-голубые, кроме узкого красного ободка, который окружает зрачок. Клюв светло-буроватого рогового цвета, на конце жёлтый. Ноги красноватые. Оперение самки сверху зелёное, крылья и хвост тёмно-жёлто-бурые, нижняя часть тела желтовато-зелёная и каждое перо у конца имеет лунообразное тёмно-бурое пятнышко, отчего получается чешуйчатый рисунок. Птенцы по цвету оперения сходны с самками.
Пищей атласных шалашников служат зёрна и плоды различных растений. Также питаются и насекомыми.

## Поведение при ухаживании
Как и все шалашники, атласный шалашник демонстрирует очень сложное поведение при ухаживании. Выбор пары у атласных шалашников подробно изучен.
Самцы строят специальные конструкции из палочек, называемые беседки, которые они украшают синими, жёлтыми и блестящими предметами, включая ягоды, цветы, пластиковые предметы, такие как шариковые ручки, соломинки для питья и прищепки для одежды. По мере взросления самцы используют больше синих предметов, чем других цветов. Самки посещают построенные конструкции и выбирают, какому самцу они позволят спариваться с ними. Помимо строительства беседок, самцы проводят интенсивные поведенческие демонстрации, называемые танцами. Инкубация и строительство гнезда осуществляются исключительно самками.
Недавние исследования показали, что выбор потенциального партнёра самкой происходит в 3 этапа:
1.    Посещение беседок до постройки гнёзд, пока самцы отсутствуют.
2.    Посещение беседок до того, как будут построены гнёзда, пока самцы присутствуют там и демонстрируют себя.
3.    Посещение некоторых беседок после постройки гнёзд, ведущее к совокуплению (обычно) с одним самцом.
Экспериментальные манипуляции с украшениями вокруг беседок показали, что на выбор молодых самок (на первом или втором году размножения) в основном влияет внешний вид беседок и, следовательно, первая стадия этого процесса. Самки постарше, на которых в меньшей степени влияет угрожающий аспект проявлений самцов, делают свой выбор больше на основе танцевальных демонстраций самцов. Была выдвинута гипотеза, что по мере взросления у самцов развивается различение цветов, и они могут выбирать больше синих предметов для беседки. Пока неизвестно, будет ли это описание справедливо и для других видов шалашников.
Известно, что самцы атласных шалашников разрушают и крадут беседки друг у друга. Однако самцы, которые проявляют большую агрессию, нападая на других в местах кормления, как правило, чаще разрушают беседки конкурентов.

## Размножение
Самцы атласных шалашников не умеют петь и привлекают самок постройками из сучьев, называемыми беседками или шалашами, которые украшают различными блестящими предметами. Самым заманчивым для самок считается синий цвет, поэтому все предметы с синим оттенком (например, синие крышечки от пластиковых бутылок) самцы выискивают с особой тщательностью. Для придания шалашу дополнительной привлекательности самец часто раскрашивает его мякотью фруктов, используя в качестве кисточки кусочек коры. Построенное сооружение не является гнездом, а служит только местом увеселения для пары, которая играет и бегает возле шалаша. Причина столь странного способа ухаживания до конца не ясна, однако инстинкт строительства в самцах настолько силён, что они строят беседки, даже находясь в неволе.
Известно также, что самцы атласных шалашников разрушают и крадут беседки друг у друга.
Сезон размножения длится с октября по январь. Самка откладывает от 1 до 3 яиц. Яйца кремовые, с коричневыми прожилками, и они намного больше, чем типичные для птицы такого размера, — около 19 грамм. Яйца откладываются через день и вылупляются асинхронно через 21 день инкубации.
Самец не участвует ни в высиживании, ни в воспитании птенцов. Молодняк может летать через три недели после вылупления, но остаётся зависимым от самки ещё два месяца, окончательно расселяясь в мае—июне.
Половая зрелость наступает у самок в возрасте 2-3 года, у самцов в 7 лет.

## Галерея

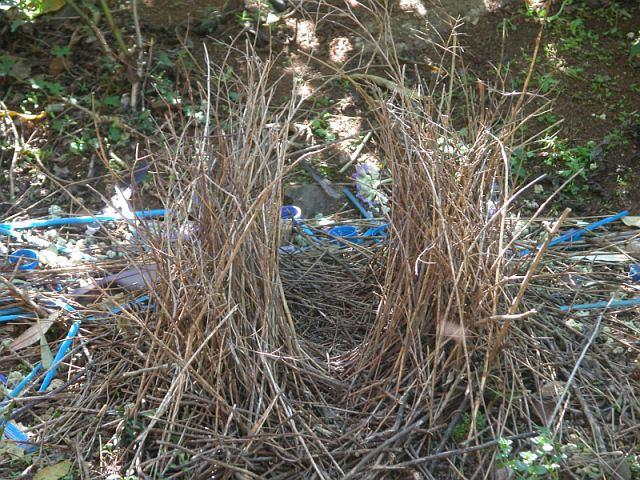
Шалаш
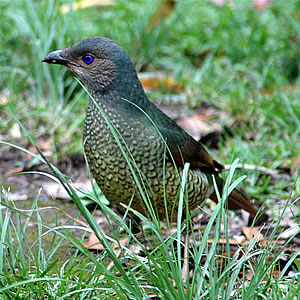
Самка
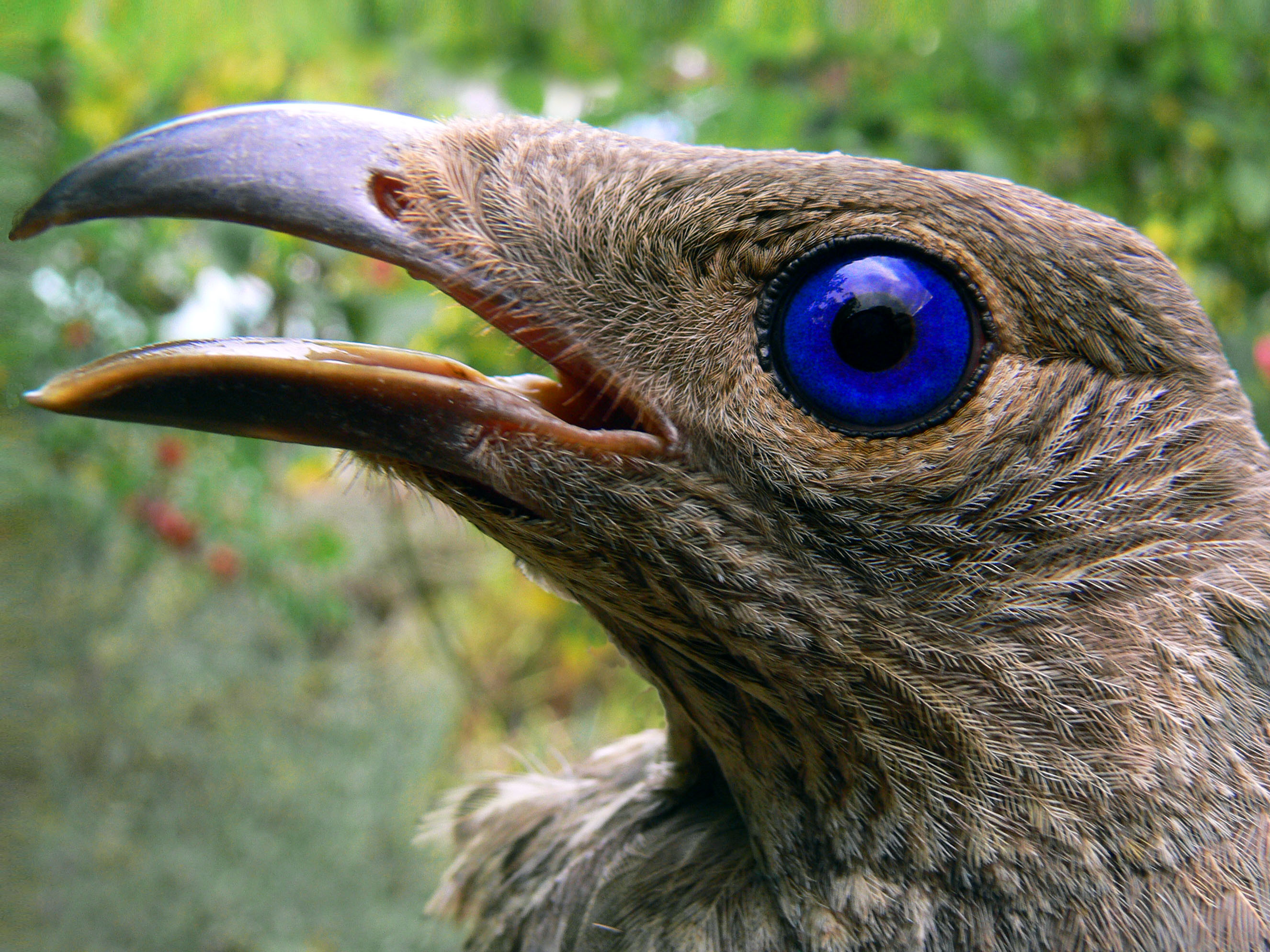
Самка
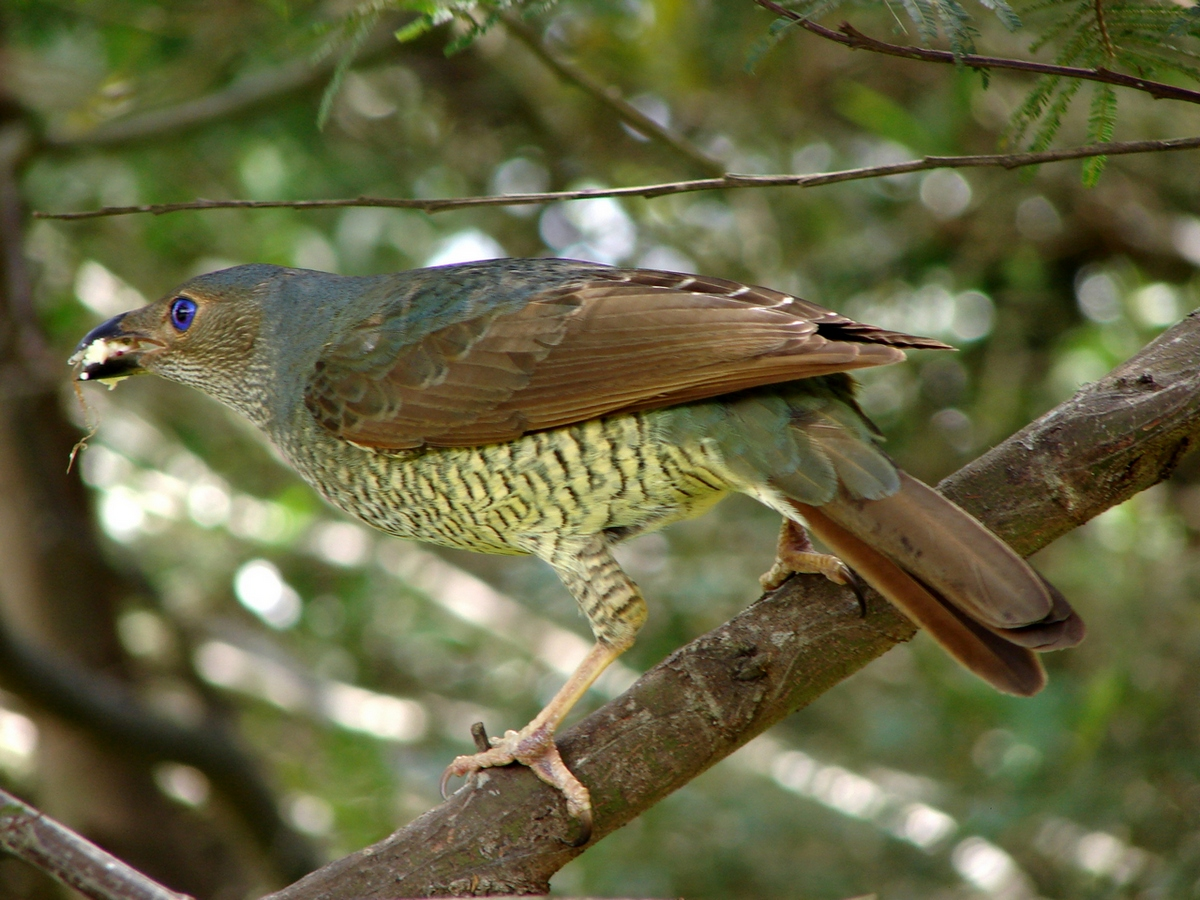
Самка
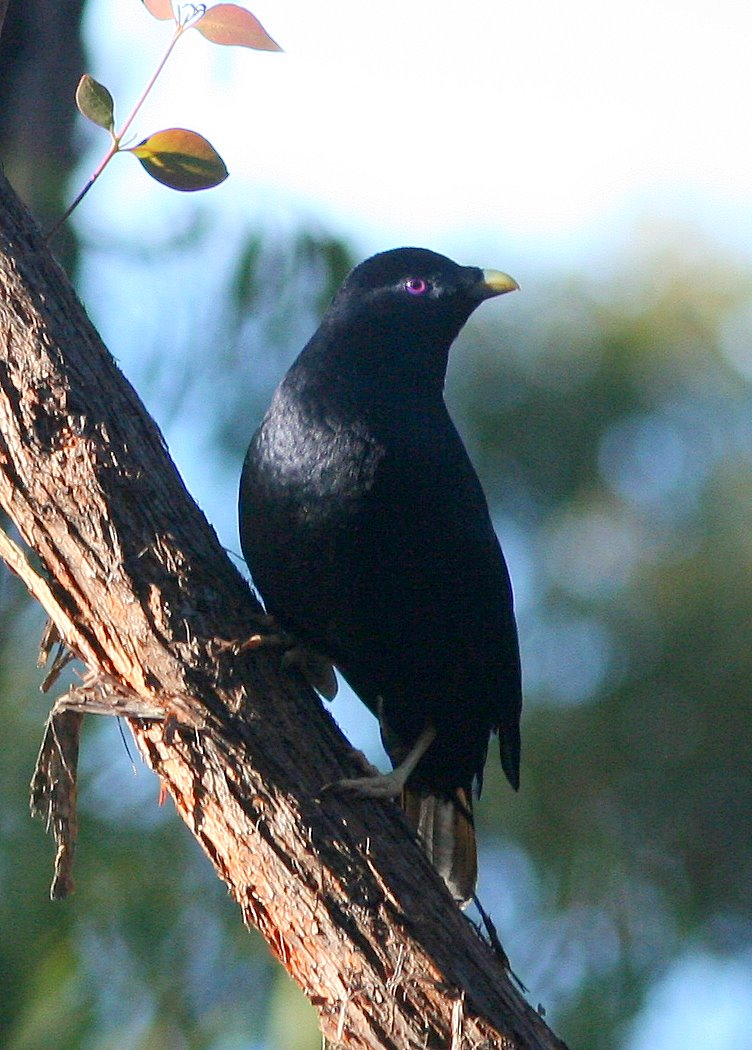
Самец
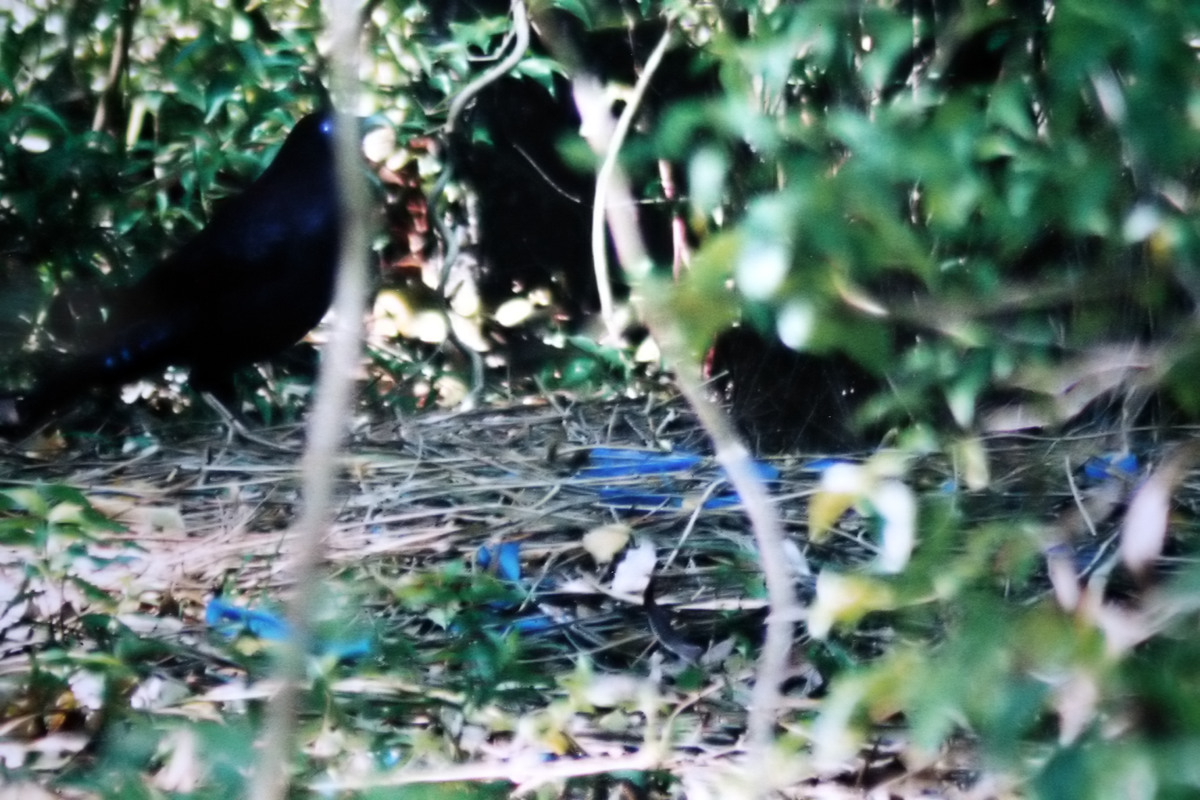
Самец и его шалаш
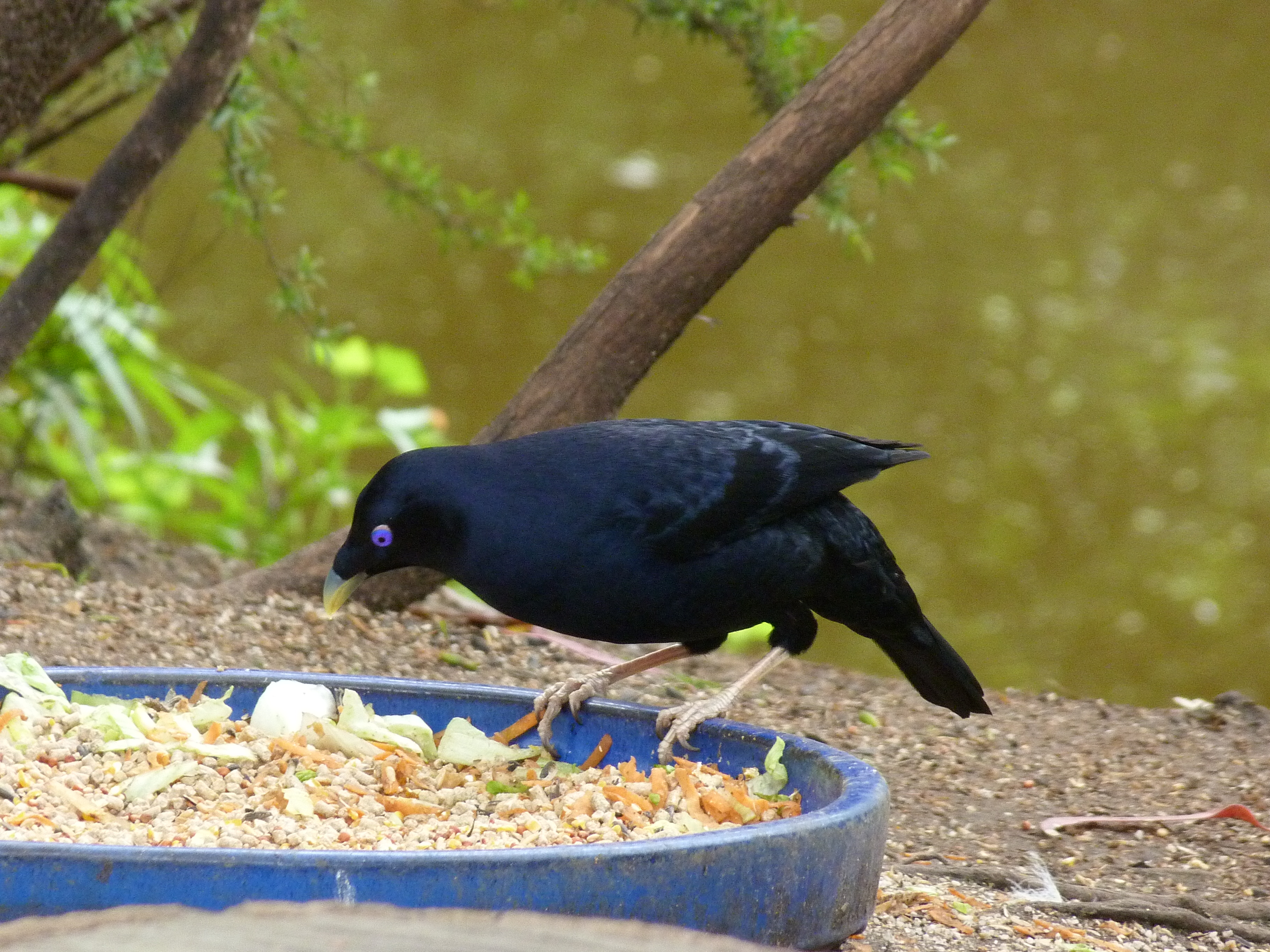
Самец около кормушки для птиц